# ウィンチェスター・リピーティングアームズ
ウィンチェスター・リピーティングアームズ（英:Winchester Repeating Arms）はアメリカ合衆国の銃器メーカー。

## 歴史
1850年代に創設者のオリバー・ウィンチェスターが、経営不振に陥ったボルカニック・リピーティングアームズ社から工場とレバーアクションライフルの製造権を取得して、コネチカット州ニューヘイブンにニューヘイブンアームズ社を設立したのが始まりとされる。「ウィンチェスター」の社名で正式に呼ばれるようになったのは1866年からである。
西部開拓時代から人気が高く、アメリカの狩猟用ライフルやショットガンの名門としてレミントン社などの企業と肩を並べている。中でもM1873レバーアクションライフルはコルトSAAと共に「西部を征服した銃」として有名で、今なお西部劇ファンから親しまれている名銃である。
なお、レバーアクションライフルを発明したのは創始者であるオリバー・ウィンチェスターや、著名な銃器家ジョン・ブローニングだと誤解されることが多いが、実際に連発式のレバーアクション機構を発明したのはボルカニック社のホーレス・スミスとダニエル・ウェッソンであり、彼らが開発したボルカニック連発銃がルーツである。余談であるが、ボルカニック銃を開発したスミスとウェッソンは、後にアメリカ最大の銃器会社S&W社を設立している。
1960年代には旧来の元折式やレバーアクション式よりモダンな型式であるレミントンのポンプアクション散弾銃M870や、ボルトアクションライフルのM700との価格競争で圧され始め、米国内の製造工場でも人件費の高騰やストライキに悩まされ、低迷期に入る。この時期、ウィンチェスターは人件費が安く技術力の素地がある世界各国の銃器メーカーにライセンス生産を委託する事で生き残りを模索し始め、極東方面では1961年に日本国内でニッコーブランドを展開していた晃電社(ニッコーアームズ)と、ウインチェスター子会社で弾薬・商標権管理を担当していたオリン・コーポレーションの50%出資でウインチェスターブランドの元折散弾銃をOEM製造するオリン晃電社を設立している。しかし、1963年から1964年に掛けて殆どの製品ラインナップで大規模なモデルチェンジを断行、構造面でも最終仕上げでも全体的に品質が落とされたこのモデルチェンジは極めて不評で、ウィンチェスターM70では1964年以前の銃をプレ64と称して珍重する風潮さえも生まれた。1980年代には人件費に起因する業績の低迷が極致に達し、1981年には米国内のウインチェスター直営工場を子会社のU.S.リピーティング・アームズへ売却した。オリン・コーポレーションはこの間も一貫してウインチェスターブランドの商標権を保持し続けていたが、日本のオリン晃電社は1979年の銃刀法規制強化に伴う日本国内の銃器販売数半減の影響で、親会社の晃電社が1981年に整理会社となり、その後は1985年に商号をオーケー工業に変更するも、結局1991年には操業停止に追い込まれた。U.S.リピーティング・アームズの米国内製造部門も1989年にはベルギーのFNハースタルに買収された。
現在はウィンチェスター本社は存在せず、代わりにU.S.リピーティング・アームズがウィンチェスター社として同社製品を販売していたが、2006年1月14日に経営破綻、設立以来140年に渡り存続していたニューヘイブン工場は閉鎖され、最後まで生産されていたM94レバーアクションライフル、M70ライフル、M1300レピーター等は全て製造終了となった。
2006年8月15日、ウインチェスターの商標権を管理していたオリン・コーポレーションはブローニング・アームズとの間で新たにライフルと散弾銃のライセンス生産契約を締結した事を発表。しかし、ニューヘイブンの工場は再開されなかった。ブローニング・アームズのライセンス生産を担当する日本のミロクにおいて、スライディングブロックアクションのM1885ライフル、レバーアクションのM1892ライフル、M1886ライフル等の製造が委託され、日本及び米国市場への輸出が行われる事となった。
2010年にはFNハースタルによりM70ライフルの生産がサウスカロライナ州コロンビアの新工場で再開、同年夏にはM94ライフルと、M1300レピーターの改良版(ウインチェスターSXP)の製造販売が再開された。

## ウィンチェスターミステリーハウス
詳細はウィンチェスター・ミステリー・ハウスを参照。
これまでの様々な戦争・紛争で、米軍とその同盟国など西側諸国はウィンチェスター製の銃を多用してきた。そのため、これらの銃で射殺された犠牲者が出るたびその怨念がウィンチェスター家を呪いに集まり、その数は増える一方のいわば悪霊の溜まり場と化したという霊能者の言葉を信用したウィンチェスター未亡人が、それら悪霊の居場所として拡張を繰り返し建築した豪邸。ウィンチェスターミステリーハウス。単にウィンチェスターハウスともいい、カリフォルニア州の歴史的重要建造物に指定されている。
二代目のウィリアム・ウィンチェスター夫妻の子は生後一ヶ月で死亡、ウィリアムも後を追うように日を待たずして死亡。その他にも二代目夫妻の周囲では良からぬ出来事が続いた。疲弊しきったSarah Winchester（サラ・ウィンチェスター）夫人は、霊媒師に相談。すると霊媒師は告げた。「続発する災いの根源は、あなたがたが製造する銃器で殺害された犠牲者の怨霊がウィンチェスター家を呪いにやってくるため。災いから逃れる方法はただ一つ。西部開拓ではウィンチェスター銃が多用されたので犠牲者が特に多い西部へ引っ越し、怨霊を鎮めるためにその家を拡張し続け、霊魂の居場所を作ってやるしかない」と。夫人はすぐさまニューヘイブンの家を売却。現在のサンノゼはサウスウィンチェスター通り525番地に引っ越し、お告げの通り生涯に渡り実に38年もの間休むことなく増築を続けた。その結果、部屋数160、寝室40を有する4階建ての大豪邸と化した。豪邸内部は悪霊が侵入しにくく出て行きやすいよう、突き当たる階段や天窓が床にある部屋など奇怪な設計をし、さらには不吉とされる番号「13」を重視した階段や石畳などを多用したため、さながら迷宮を彷彿とさせる構造となった。
日本でも霊能者の宜保愛子がここで霊視するという心霊番組も放送された。また、「ローズレッド」（2001年 - スティーブン・キング原作小説とTV series）の舞台である幽霊屋敷のモデルにもなった。
ただ、多数の犠牲者を出した突撃銃のAK-47で知られるミハイル・カラシニコフや、ブローニングM2重機関銃のジョン・ブローニング、拳銃のデザートイーグルで著名なマグナムリサーチのジム・スキルダムなど、世界の銃砲メーカー一族の周囲ではこういった逸話はなく、なぜウィンチェスター家にだけ奇怪な現象が発生したのかは謎である。
「en:Winchester (disambiguation)」中の「Persons」にもウィンチェスターの関係者があるので参照すると良い。

## 代表的な製品

### ライフル
- M1860 ヘンリー・ライフル
- M1866 イエロー・ボーイ
- M1873
- M1885
- M1886
- M1890
- M1892
- M1894
- M1895
- M1902
- M1903
- ブローニングM1918自動小銃
- M1カービン
- M52
- M54
- M69
- M70
- M71

### ショットガン
- M1887
- M1897
- M1912
- M21
- M9410
- M1200
- M101
- Super Xシリーズ
- SXP